# Kavango
Kavango é uma antiga região da Namíbia que em 2013 foi dividida em duas, Kavango Ocidental e Kavango Oriental. A capital era a cidade do Rundu, agora a capital da região Kavango Oriental. Com a divisão, a Namíbia passou a ter 14 regiões. O nome deriva do Rio Cubango (Okavango, na Namíbia e no Botsuana), que faz fronteira entre esta região e Angola e o Botsuana. A parte a nascente faz parte da Faixa de Caprivi.